# Strong Heart
Strong Heart (tiếng Hàn: 강심장; Hanja: 强心臟; Romaja: Gang Sim Jang; McCune–Reischauer: Kang Sim Jang) là một chương trình truyền hình talk show của Hàn Quốc do đài Seoul Broadcasting System (SBS) thực hiện, được phát sóng vào lúc 11:50 thứ ba và 00:30 thứ tư hàng tuần. Dẫn chương trình là Lee Dong-wook và Shin Dong-yeop cùng với Boom, Leeteuk và Eunhyuk của Super Junior ở những đoạn đặc biệt và các khách mời cùng với Kim Hyo-jin, Jung Ju-ri và Yang Se-hyung được xem như 6 vị khách cố định. Chương trình ở mùa thứ 2 được bắt đầu vào tháng 1 năm 2013 cùng với Shin Dong-yeop và các MC khác, nữ diễn viên Kim Hee-sun, và ca sĩ Yoon Jong-shin.
Đây là một trong những chương trình có lượng khách mời nhiều nhất: 20 người. Strong Hearts không chỉ là cái tên mà còn là danh hiệu mà các nghệ sĩ muốn đạt được khi tham gia. Các nghệ sĩ sẽ lần lượt kể câu chuyện của mình dựa vào sự lựa chọn ngẫu nhiên của 2 MC ,người nào có số phiếu bình chọn cao nhất từ những khán giả tại trường quay sẽ là người chiến thắng. Số đầu tiên của chương trình đã thu hút đựoc lượng khán giả đông đảo,nhờ sự xuất hiện của các đại diện từ những nhóm nhạc nổi tiếng của Gen 2 ở thời điểm đó.
Ngày 20/03/2023, nhà đài SBS bất ngờ tuyên bố sự trở lại của Strong Hearts sau 10 năm ngừng phát sóng .Đặc biệt, chương trình sẽ chào đón sự trở lại của bộ đôi MC từng làm nên tên tuổi của chương trình. Đó chính là Lee Seung Gi và Kang Ho Dong.
Dự kiến, tập đầu tiên sẽ phát sóng vào giữa tháng Năm năm 2023.

## Một số tập nổi bật của chương trình
- Tập 1: Lee Seung Gi và Yoona,vụ bỏ trốn của Bigbang.
- Tập 4: Cuộc chiến tình yêu giữa Lee Seung Gi, Lee Teuk và Yoona. Brian đến từ Fly to the sky tỏ tình Im Yoona
- Tập 13 - 14: Daesung - Gương mặt đại diện của Bigbang, Taeyang quảng bá Wedding Dress
- Tập 18 - 19: Cuộc chiến Người đẹp quái vật - Làm rõ scandal tình ái của Yoona và  Ok Taec Yeon
- Tập 27 - 28: Welcome Bi Rain, HeeChul nâng cao tỷ suất người xem cho Strong Heart
- Tập 33 - 34: Siwon của Suju bị tẩy chay
- Tập 35 - 36: Taeyang bí mật tham dự concert của SNSD,tai nạn phòng tắm công cộng của Leeteuk và Seungri, tình yêu giữ Jiyeon và Yoon Shi Yoon
- Tập 37 - 38: Quảng bá My friend is gumiho
- Tập 65 - 66: G Dragon: nhảy không kiểm soát trước mặt hậu bối (SNSD)
- Tập 123 - 124: YG family: Se7en, Big Bang, 2ne1, Tablo, Gummy, Psy....
- Tập 165 - 166: SNSD I Got A Boy. Nụ hôn nóng bỏng khi tham gia đóng phim của Jessica, Yoona, Kwon Yuri

## Giải thưởng
| Nam  | Giải                     | Thể loại                                      | Đề cử        | Kết quả   | Chú thích   |
| ---- | ------------------------ | --------------------------------------------- | ------------ | --------- | ----------- |
| 2009 | SBS Entertainment Awards | Best TV Program                               | Strong Heart | Đoạt giải | [ 3 ]       |
| 2010 | SBS Entertainment Awards | Top Excellence Award                          | Lee Seung-gi | Đoạt giải |             |
| 2010 | SBS Entertainment Awards | Netizen Best Popularity Award                 | Lee Seung-gi | Đoạt giải |             |
| 2011 | SBS Entertainment Awards | Best Entertainer Award (Talk Show Category)   | Shindong     | Đoạt giải | [ 4 ] [ 5 ] |
| 2011 | SBS Entertainment Awards | Best Entertainer Award (Talk Show Category)   | Jung Ju-ri   | Đoạt giải | [ 4 ] [ 5 ] |
| 2011 | SBS Entertainment Awards | Excellence Award (thể loại Talk Show)         | Boom         | Đoạt giải | [ 4 ] [ 5 ] |
| 2011 | SBS Entertainment Awards | Excellence Award (thể loại Talk Show)         | Leeteuk      | Đoạt giải | [ 4 ] [ 5 ] |
| 2011 | SBS Entertainment Awards | Excellence Program Award (thể loại Talk Show) | Strong Heart | Đoạt giải | [ 4 ] [ 5 ] |
| 2011 | SBS Entertainment Awards | Top Excellence Award (thể loại Talk Show)     | Lee Seung-gi | Đoạt giải | [ 4 ] [ 5 ] |
| 2011 | SBS Entertainment Awards | Netizen Best Popularity Award                 | Lee Seung-gi | Đoạt giải | [ 4 ] [ 5 ] |